# Scheich-Khalifa-International-Stadion
Das Scheich-Khalifa-International-Stadion (arabisch ستاد الشيخ خليفة الدولي) ist ein Stadion in al-Ain.
Seit der Saison 2006/07 bestreitet der arabische Fußballerstligist Al Ain Club seine Heimspiele in diesem Stadion. Das Stadion fasst 12.000 Zuschauer und ist somit eines der kleineren Stadien in den Vereinigten Arabischen Emiraten.
Das Stadion war Austragungsort von sieben Spielen der Fußball-Asienmeisterschaft 1996 und von acht Spielen bei der Junioren-Fußballweltmeisterschaft 2003.